# Ігнорування (психологія)
Ігнорування (уникнення) — захисний механізм психіки, що полягає в несвідомому контролі інформації про джерело неприємного впливу, наявності або характері загрози (небезпеки); обмеження кількості такої інформації або її спотвореному сприйнятті.

## Відмінності від інших захисних механізмів
Застосовуючи цей захисний механізм окремо від інших, людина не відмовляється усвідомлювати існування небезпеки або неприємного впливу, як у випадку заперечення, не забуває про неї, як у випадку витіснення, не перестає сприймати навколишню дійсність, як при примітивної ізоляції і не принижує значимість інформації, як при знеціненні. Індивід просто уникає ситуацій, в яких може отримати неприємну йому інформацію.